# Iwan Babaryka
Iwan Babaryka (ukrainisch Іван Бабарика, engl. Transkription Ivan Babaryka; * 11. November 1982 in Dnipropetrowsk) ist ein ukrainischer Marathonläufer und Olympionike (2012).

## Werdegang
2006 wurde er nationaler Hallenmeister über 3000 m.
Von 2007 bis 2009 gewann er dreimal in Folge den Moskau-Marathon. 2008 und 2009 wurde er jeweils Zweiter. 2008 und 2009 wurde er auch jeweils Zweiter im Halbmarathon beim Marathon der 3 Länder am Bodensee.
2010 siegte er beim Pjöngjang-Marathon. Bei den Olympischen Sommerspielen 2012 belegte er im Marathon nach 2:21:52 Stunden in der Innenstadt von London den 59. Rang.
2017 gewann er beim Mainzer Gutenberg-Marathon, nachdem er hier 2008 und 2009 schon Zweiter geworden war. Im Mai 2018 konnte der 35-Jährige diesen Titel erfolgreich verteidigen.

## Persönliche Bestzeiten
- 3000 m (Halle): 8:04,11 min, 23. Februar 2006, Sumy
- 10.000 m: 28:57,1 min, 15. Juni 2006, Kiew
- Marathon: 2:13:56 h, 11. April 2010, Pjöngjang